# Gnypeta uteana
Gnypeta uteana es una especie de escarabajo del género Gnypeta, tribu Oxypodini, familia Staphylinidae. Fue descrita científicamente por Casey en 1911.
Se distribuye por América del Norte: Canadá y los Estados Unidos. La especie presenta una coloración marrón oscura aunque también puede ser negra y la longitud del cuerpo es de aproximadamente 2,6-2,8 milímetros.